# Meziříčí (Tábori járás)
Meziříčí település Csehországban, a Tábori járásban. Meziříčí Drhovice, Balkova Lhota, Dražice, Jistebnice és Opařany településekkel határos. Lakosainak száma 178 fő (2024. január 1.).

## Népesség
A település lakosságának változását az alábbi diagram mutatja:
| Lakosok száma | 385  | 402  | 373  | 239  | 186  | 132  | 174  | 168  | 179  | 178  |
|               | 1869 | 1890 | 1921 | 1950 | 1980 | 2001 | 2017 | 2019 | 2022 | 2024 |